# 三宅健
三宅 健（みやけ けん、1979年〈昭和54年〉7月2日 - ）は、日本のアイドル、歌手、俳優、タレント。男性アイドルグループ・V6、Coming Century（カミセン）の元メンバー。ファンネームはIVY（アイビー）。
神奈川県出身。TOBE所属。

## 来歴
- 1993年に親戚の勧めでジャニーズ事務所へ履歴書を送り、それから2日・3日後に社長のジャニー喜多川から直接電話を受け、SMAPのコンサートに誘われる[7]。当日は中居正広がバラードを披露した際に周りにたたずむ少年たちの役で出演し、その日のうちに私服でアイドル雑誌の撮影にも参加した[7]。またジャニーズJr.として活動し始めてからも、「YOUはビジュアルでいくから」と、最初のうちはダンスレッスンも免除された[7]。その後、森田剛とともに「剛健コンビ」と呼ばれ人気を博す[8]。
- 1995年9月4日にバレーボールワールドカップ初の公式応援団として結成された6人組アイドルグループ・V6のメンバーに選ばれ（当時16歳）、年少組3人のチーム・Coming Century（以下カミセン）としても活動を始める。11月1日「MUSIC FOR THE PEOPLE」でデビュー。
- 2000年に舞台『二万七千光年の旅 -世紀末の少年-』で単独初主演。
- 2003年に映画『COSMIC RESCUE』にカミセンの3人で映画初主演[9]。
- 2005年4月からラジオで冠番組『三宅健のラヂオ』が放送開始、単独でパーソナリティを務める[10]。
- 2006年には『親指さがし』にて、映画単独初主演[11]。
- 2016年から3年連続で『滝沢歌舞伎』に出演[12]。共演する滝沢秀明と2018年にアイドルデュオ・KEN☆Tackeyを結成し[12]、7月18日にシングル『逆転ラバーズ』でデビュー[13][注釈 1]。
- 2021年11月1日、V6が解散[14]（Coming Centuryも活動終了）。それに伴いソロタレントとなる。11月2日、個人ファンクラブと個人インスタグラムを開設[15]。
- 2022年7月25日、ミニアルバム『NEWWW』を10月5日に発売し、ソロデビューすることを発表[5]。同日にTwitter公式アカウントも開設した[16]。
- 2023年2月20日、5月2日をもってジャニーズ事務所を退所することを発表[4]。5月2日の退所日当日は24:00になる直前までインスタライブを実施し、ファンと交流した[17]。退所後しばらくは充電期間を設け、「一からさまざまなことに挑戦していく次のステージへ向かう」ことを明かしている[18]。
- 2023年7月2日、滝沢秀明が設立したエンターテインメント会社TOBEに合流することを発表[19]。
- 2024年6月5日、TOBE移籍後初のアルバム『THE iDOL』を発売。

## 人物
- 2005年、V6デビュー10周年の握手会の時にろう者(手話を主言語とする耳が聞こえない)の女性から手話で話しかけられたが何も答えられなかったのをきっかけに、手話を習い始める[20]。一時は挫折し手話から離れた時期もあったが、地域の手話講習会に申し込み、週1回2時間の講習を受けるようになり[20]、2014年4月からはEテレ『みんなの手話』ナビゲーターを担当[21]。またライブDVD『V6 LIVE TOUR 2015 -SINCE 1995〜FOREVER-』に日本語字幕をつけることを提案した[20]。その後も2016年にリオデジャネイロパラリンピックのNHKユニバーサル番組のメインパーソナリティー[22]、2018年に平昌オリンピックおよびパラリンピックのNHKユニバーサル番組のメインパーソナリティ[23]、2021年に東京オリンピックのNHKユニバーサル番組のメインパーソナリティ[24]を担当するなど、手話を生かした仕事も続けている。
- 祖父が美術館に勤めていたことで幼い頃から美術品を身近に感じる機会が多く、10代から20代の頃に現代アートに傾倒するなど、大人になってからも美術館に通い続けている[2]。
- ファミリーコンピュータで『つっぱり大相撲』をプレイしたのを機に大相撲に興味を持ち、17歳頃から何度か両国国技館に足を運んで観戦する程の好角家である[25]。
- 食物アレルギーがあり、特にソバを使用した食品に強く反応が出る。そのため、ジャニーズ事務所所属時代に出演していた大晦日から元日にかけて行われるジャニーズカウントダウンライブの楽屋に用意された年越し蕎麦には手をつけず、焼肉弁当などを食べていた[26]。また、とある番組のロケにV6のメンバーと行った際、三宅の食物アレルギーを知らなかったスタッフが用意した差し入れの軽食のなかにパン類とともにガレットがあった。当時、ガレットを知らなかった三宅は疑問を持たずに食していたところ、その様子を見た長野博が慌てて「そば粉が使われているからダメだ、吐き出せ」と注意してくれたおかげで事なきを得た、というエピソードもある[27]。近年は、蕎麦以外にも小麦製品（グルテン）を摂取すると体調に違和感を覚えることがあるという[27]。幼少期は両親に連れられ高級なものばかり食べていた[28]。

## 出演
テレビドラマ・映画以外は個人での出演のみ記述。グループやユニットとしての出演はV6 (グループ)#出演、Coming Century#出演、KEN☆Tackey#出演を参照。
太字は主役。

### テレビドラマ
- 人間・失格〜たとえばぼくが死んだら（1994年7月 - 9月、TBS） - 中西康介 役[29]
- とっても母娘（1995年1月 - 2月、TBS） - 渋田俊介 役[30]
- 負けてたまるか! 100円おばちゃん（1995年4月17日、TBS） - 矢野宏樹 役[30]
- Vの炎（1995年10月 - 11月、フジテレビ） - 三宅健 役（V6主演）[30]
- ザ・シェフ（1995年10月 - 12月、日本テレビ） - 市川健 役[30]
- 銀狼怪奇ファイル（1996年1月 - 3月、日本テレビ） - 薬師寺力 役[31]
- 金田一少年の事件簿2 File14「異人館ホテル殺人事件」（1996年8月31日、日本テレビ） - 薬師寺力 役[31]
- 女優X（1996年12月27日、TBS） - 伊藤佐喜雄 役[31]
- 名探偵 保健室のオバさん（1997年1月 - 3月、テレビ朝日） - 神宮寺尊 役[32]
- PU-PU-PU-（1998年10月 - 12月、TBS） - 楠木陸男 役（Coming Century主演）[33]
- 新・俺たちの旅 Ver.1999（1999年7月 - 9月、日本テレビ） - 中谷隆夫（オメダ）役（Coming Century主演）[34]
- バーチャルガール（2000年1月 - 3月、日本テレビ） - 森島ヒロ 役[35]
- 天国に一番近い男 教師編 第1話「死ね！ダメ教師」（2001年4月13日、TBS） - 三宅健 役
- ネバーランド（2001年7月 - 9月、TBS） - 依田光浩 役[注釈 2][36]
- 明るいほうへ明るいほうへ（2001年8月27日、TBS） - 上山正祐 役[36]
  - 明るいほうへ明るいほうへ 金子みすゞの生涯特別編（2002年1月4日）[37]
- 私の青空2002（2002年4月 - 5月、NHK総合） - 佐藤猛 役[38]
- 演技者。「TEXAS」（2002年5月 - 6月、フジテレビ） - 遠藤マサル 役[注釈 3][38]
- 演技者。「14歳の国」（2003年2月 - 3月、フジテレビ） - アキツ 役[9]
- マルサ!!東京国税局査察部（2003年4月 - 6月、フジテレビ） - 富永満 役[9]
- 劇団演技者。「雨が来る」（2004年5月 - 6月、フジテレビ） - 安部 役[39]
- 劇団演技者。「ビューティフル・サンデイ」（2005年1月 - 2月、フジテレビ） - 小笠原浩樹 役[40]
- ほっとけない魔女たち（2014年9月 - 10月、東海テレビ制作・フジテレビ） - 近藤マモル 役[40]
- トットちゃん! 第37話 - 第59話（2017年11月 - 12月、テレビ朝日） - 久松勇 役[41]
- セミオトコ（2019年7月 - 9月、テレビ朝日） - 大川健太 役[42]
- 黒鳥の湖（2021年7月 - 8月、WOWOW） - 若院 役[43]
- ボーイフレンド降臨!（2022年10月15日 - 12月17日、テレビ朝日） - 榎田要 役（特別出演）[44]

### 配信ドラマ
- ドンケツ（2025年4月25日 - 、DMM TV） - 三宅進 役[45]

### バラエティ番組
- 伊東家の食卓（1997年10月 - 2007年3月、日本テレビ） - 長男 役[46]
- 魂のワンスプーン（2004年10月 - 2005年3月、TBS）[39]
- 恋するTV すごキュン（2010年4月 - 9月、フジテレビ）[47]
- 金曜日のキセキ（2010年10月 - 2011年6月、フジテレビ）[47]
- その顔が見てみたい（2011年7月 - 2012年2月、フジテレビ）[48]
- アウト×デラックス[49]（2011年 - 2022年、フジテレビ）※ 不定期出演。アウトNo.92[要検証 – ノート]
- 密着! 美ューティスト・ライフ（2022年11月19日、ABCテレビ〈関西ローカル〉）- MC[50]
- マッハ雑学! 〜爆速で分かるビックリ雑学2024〜（2024年12月28日、テレビ東京） - 小峠英二とMC[51]

### その他のテレビ番組
- NHKみんなの手話（2014年4月 - 2023年3月[52][53]、NHK Eテレ） - ナビゲーター[21]
  - みんなの手話 特別編「三宅くん&徹子さん　みんないっしょに手話テレビ」（2022年3月18日、NHK Eテレ）[54]
  - 出張カフェ「みんなの手話」in 東京（2023年3月15日、NHK Eテレ）[53]
- みんなで応援!リオパラリンピック（2016年9月9日 - 9月20日、NHK Eテレ） - メインパーソナリティ[22]
- みんなで応援!ピョンチャンオリンピック（2018年2月18日、2月25日、NHK総合） - メインパーソナリティ
- みんなで応援!ピョンチャンパラリンピック（2018年3月10日 - 3月19日、NHK総合） - メインパーソナリティ[23]
- 東京2020オリンピック みんなでハイライト（2021年8月1日、8月7日、NHK総合） - メインパーソナリティ[55]
- 5分でみんなの手話（2022年4月5日 - 、NHK Eテレ / NHK総合） - ナビゲーター[56]
- NNNドキュメント「はるの空 聞こえなくても、できるんだよ」（2024年9月1日、日本テレビ） - ナレーション[57]

### 映画
- COSMIC RESCUE（2003年7月11日公開） - 江口亮 役（Coming Century主演）[9]
- Hard Luck Hero（2003年9月28日公開） - 工藤ユウジ 役（V6主演）[9]
- ホールドアップダウン（2005年10月28日公開） - 佐川豊 役（V6主演）[58]
- 親指さがし（2006年8月26日公開） - 沢武 役[11]
- サンセット・サンライズ（2025年1月17日公開） - 高森武 役[59]

### テレビアニメ
- ONE PIECE（2019年1月13日・20日） - 囚人役、村人役、副音声[60]

### 吹き替え
- サンダーバード〈日本語吹き替え版〉（2004年8月7日公開） - ゴードン・トレーシー〈ベン・トージャーセン〉 役

### 舞台
- 二万七千光年の旅 -世紀末の少年-（2000年10月11日 - 28日、PARCO劇場 / 11月3日 - 12日、シアター・ドラマシティ） - 無名人 役[61]
- 卒業 -THE GRADUATE-（2004年4月4日 - 25日、東京グローブ座 / 4月30日 - 5月2日、メルパルク大阪） - ベンジャミン 役[39]
- 第32進海丸（2006年6月19日 - 7月9日、東京グローブ座 / 7月14日 - 16日、シアターBRAVA!） - 牧野サトル 役[62]
- 殺人者（2007年2月19日 - 3月11日、東京グローブ座 / 3月16日 - 18日、大阪厚生年金会館芸術ホール） - 松田勝 役[63]
- 第17捕虜収容所（2008年5月19日 - 6月8日、東京グローブ座 / 6月13日 - 15日、シアターBRAVA!） - セフトン 役[64]
- ULTRA PURE!（2010年3月8日 - 22日、東京グローブ座 / 4月9日 - 11日、シアターBRAVA!） - 沢田俊太郎 役[65]
- ラブリーベイベー（2011年10月28日 - 11月13日、東京グローブ座 / 11月17日 - 20日、シアター・ドラマシティ） - 恋司 役[66]
- Some Girl(s)（英語版）（2013年10月25日 - 11月10日、東京グローブ座 / 11月14日 - 17日、シアター・ドラマシティ） - 男 役[67]
- 炎立つ（2014年8月9日 - 31日、シアターコクーン / 9月3日・4日、刈谷市総合文化センター / 9月6日・7日、上野学園ホール / 9月10日 - 15日、兵庫県立芸術文化センター中ホール / 9月20日・21日、岩手県民会館大ホール） - イエヒラ 役[68]
- 滝沢歌舞伎 2016（2016年4月10日 - 5月15日、新橋演舞場）[69]
- 滝沢歌舞伎 2017（2017年4月6日 - 5月14日、新橋演舞場）[70]
- 滝沢歌舞伎 2018（2018年4月5日 - 5月13日、新橋演舞場 / 6月4日 - 30日、御園座）[71]
- 二十日鼠と人間（2018年10月3日 - 28日、東京グローブ座 / 11月8日 - 11日、森ノ宮ピロティホール） - ジョージ 役[72]
- 六本木歌舞伎 第3弾『羅生門』（2019年2月22日 - 3月10日、EXシアター六本木 / 3月13日 - 17日、オリックス劇場 / 3月21日 - 24日、わくわくホリデーホール） - 下人、宇源太 2役[73][74]
- 藪原検校（2021年2月10日 - 3月7日、PARCO劇場 / 3月9日・10日、日本特殊陶業市民会館ビレッジホール / 3月13日・14日、石川県こまつ芸術劇場うらら / 3月18日 - 21日、京都芸術劇場春秋座） - 塙保己一、他 6役[75]
- 陰陽師 生成り姫（2022年2月22日 - 3月12日、新橋演舞場 / 3月18日 - 24日、南座） - 安倍晴明 役[76][77]
- 奏劇 vol.2『Trio〜君の音が聴こえる』（2022年12月15日 - 24日、よみうり大手町ホール） - サム 役[78]
- 劇団☆新感線「ミナト町純情オセロ〜月がとっても慕情篇〜」（2023年3月10日 - 28日、東京建物 Brillia HALL / 4月13日 - 5月1日、COOL JAPAN PARK OSAKA WWホール） - 亜牟蘭オセロ 役[79]
- 奏劇 vol.4『ミュージック・ダイアリー』（2025年6月20日 - 29日、よみうり大手町ホール） - ミカエル・ハインズ 役[80]

### コンサート
- to HEROes 〜TOBE 1st Super Live〜（2024年3月14日 - 17日、東京ドーム）[81][82]
- to HEROes 〜TOBE 2nd Super Live〜（2025年3月6日・7日、東京ドーム / 4月6日・7日予定、京セラドーム大阪）[83][84]

### イベント
- Act for HOPE to HEROes PROJECT in TOKYO DOME（2024年8月11日、東京ドーム）[85]

### ラジオ番組
- 三宅健のラヂオ（2005年4月 - 2023年3月25日 、bayfm）[10][86]
- ヤマハ発動機 presents Sunday Ride with Ken（2024年12月1日 - 、FMヨコハマ）[87]

### CM・広告
- 明治製菓（現：明治）「チョコ・ボウ」（1996年）
- ミサワホーム（1997年）
- アサヒ飲料「カルピスウォーター」（1998年）
- 日本ケンタッキー・フライド・チキン
  - 「おトクな いいとこどりパック」（2016年）[88]
- 湘南美容クリニック「男性医療脱毛」（2022年4月9日 - ）[89]
- DONUTS「ジョブカン」（2022年4月11日 - ）[90]
- RINKR「スキンディライト」（2022年9月 - ）[91]
- ジュン「ADAM ET ROPE HOMME」（2024年2月 - ） - モデル起用[92]
- ヘンケルジャパン「サイオス」（2024年3月 - ） - イメージキャラクター[93]

## 作品

### アルバム
| ＃ | リリース日     | タイトル | 販売形態   | 販売形態                 | 規格品番   | レーベル   | 順位 |
| -- | -------------- | -------- | ---------- | ------------------------ | ---------- | ---------- | ---- |
| 1  | 2024年06月05日 | THE iDOL | CD+GOODS   | 初回生産限定盤A          | TBCT-0735  | TOBE MUSIC |      |
| 1  | 2024年06月05日 | THE iDOL | CD+Blu-ray | 初回生産限定盤B（IVY盤） | TBCT-0736X | TOBE MUSIC |      |
| 1  | 2024年06月05日 | THE iDOL | CD         | 通常盤                   | TBCT-0737  | TOBE MUSIC |      |

### 配信限定シングル
| ＃ | リリース日     | タイトル       | 販売形態                     | レーベル       |
| -- | -------------- | -------------- | ---------------------------- | -------------- |
| 1  | 2023年04月12日 | この中で       | ダウンロード・ストリーミング | MENT RECORDING |
| 2  | 2023年09月22日 | Ready To Dance | ダウンロード・ストリーミング | TOBE MUSIC     |
| 3  | 2024年01月29日 | iDOLING        | ダウンロード・ストリーミング | TOBE MUSIC     |
| 4  | 2024年10月25日 | スーパースター | ダウンロード・ストリーミング | TOBE MUSIC     |
| 5  | 2025年02月10日 | taxi           | ダウンロード・ストリーミング | TOBE MUSIC     |

### ミュージック・ビデオ
| 年   | タイトル       | リンク     | 監督         | 備考 |
| ---- | -------------- | ---------- | ------------ | ---- |
| 2022 | Destination    | [ 動画 1 ] |              |      |
| 2023 | Ready To Dance | [ 動画 2 ] |              |      |
| 2024 | iDOLING        | [ 動画 3 ] | Nasty Men$ah |      |
| 2024 | ホーンテッド   | [ 動画 4 ] | WurtS        |      |

### 映像作品
| ＃ | リリース日     | タイトル                        | 販売形態 | 販売形態                    | 規格品番      | レーベル       | 順位 | 備考                              |
| -- | -------------- | ------------------------------- | -------- | --------------------------- | ------------- | -------------- | ---- | --------------------------------- |
| 1  | 2023年04月12日 | Ken Miyake NEWWW Live Tour 2022 | 2DVD     | 通常盤                      | JWBD-63862〜3 | MENT RECORDING | 3位  | 初回仕様 +Booklet                 |
| 1  | 2023年04月12日 | Ken Miyake NEWWW Live Tour 2022 | Blu-ray  | 通常盤                      | JWBD-63864    | MENT RECORDING | 3位  | 初回仕様 +Booklet                 |
| 1  | 2023年04月12日 | Ken Miyake NEWWW Live Tour 2022 | 2DVD     | ファンクラブ限定盤（IVY盤） | JWB1-63865〜6 | MENT RECORDING | N/A  | 初回仕様 +Booklet、CD（この中で） |
| 1  | 2023年04月12日 | Ken Miyake NEWWW Live Tour 2022 | Blu-ray  | ファンクラブ限定盤（IVY盤） | JWX1-63867    | MENT RECORDING | N/A  | 初回仕様 +Booklet、CD（この中で） |

### ソロ曲
- SUPER FLY -『SUPER HEROES』収録（1998年）
- クレイジーラブ - ライブビデオ『VERY HAPPY!!!』収録（2000年）
- 夕暮れオレンジ -『Voyager』初回限定盤B収録（2007年）
- 4U -『Hello-Goodbye』初回限定ソロCD盤収録（2009年）
- "悲しいほどにア・イ・ド・ル"〜ガラスの靴〜 -『READY?』初回限定盤B収録（2010年）
- LAST FOREVER - 舞台ビデオ『滝沢歌舞伎2018』収録

### カバー曲
- Coming Century「HAVE A SUPER GOOD TIME」 - ライブビデオ『LOVE&LIFE 〜V6 SUMMER SPECIAL DREAM LIVE 2003〜』収録
- Mr.Children「こんな風にひどく蒸し暑い日」 - ライブビデオ『10th Anniversary CONCERT TOUR 2005 "musicmind"』収録
- V6「Maybe」 - 舞台ビデオ『滝沢歌舞伎2016』収録
- V6「SPARK」 - 舞台ビデオ『滝沢歌舞伎2018』収録
- V6「分からないだらけ」 -『Very6 BEST』通常盤収録（2021年）

### ユニットシングル
- 逆転ラバーズ（2018年7月18日） - KEN☆Tackey

### 参加楽曲
- to HEROes「Be on Your side」（2024年）[102]

## タイアップ
| 楽曲 | タイアップ                                                         |
| ---- | ------------------------------------------------------------------ |
| FALL | CM：湘南美容クリニック「とらわれるな。解放せよ。」ヒゲの医療脱毛篇 |

## 書籍

### 写真集
- 三宅健&今井翼 真夏の少年『ネバーランド』（2001年8月、集英社TVブック）
- 映画『親指さがし』オフィシャル・ビジュアルブック（2006年8月、学習研究社）[110]
- 才色健美（2022年11月25日、小学館）[111]ISBN 978-4096824191
- THE iDOL 三宅 健 写真集（2025年4月18日、PARCO出版）ISBN 978-4-86506-470-4[注釈 8][113]

### 連載
- mc Sister「MONOMONO健自典」（1999年4月 - 2000年12月、アシェット婦人画報社）
- 助六「ニッポン男児の嗜み」（2006/夏（Vol.3）- 終了、二玄社書店）
- acteur「ステージダイアリー」（2007年8月10日（No.8）- 2015年2月5日（No.46）、キネマ旬報社）
- Hanako「三宅健のFashion Boulangerie」（2013年6月6日（No.1043）[114] - 2014年9月25日（No.1073）[115] 、マガジンハウス）
- NYLON JAPAN「リミテッド連載『BOY MEETS GIRL』」（2014年1月28日（3月号）- 2018年3月28日（5月号）、カエルム）
- Hanako「みやけのものごころ。」（2014年11月27日（No.1077）[116] - 2022年3月28日（No.1207）[117]、マガジンハウス）
- 美的GRAND「才色健美」（2019年1月12日（vol.2）- 2023年3月10日（2023春号）、小学館）
- 東京新聞「三宅健とめぐるアート。」（2022年5月15日[118] - 2023年4月23日[119]、中日新聞社）